# 阿莱特莱班
阿莱特莱班（法語：Alet-les-Bains，法語發音：[alɛt le bɛ̃] ⓘ）是法国奥德省的一个市镇，属于利穆区。

## 地理
阿莱特莱班（42°59'47"N, 2°15'23"E）面积23.54 平方千米，位于法国奧克西塔尼大區奥德省，该省份为法国南部沿海省份，北起塔恩省，西北接上加龙省，西接阿列日省，南至东比利牛斯省，东临地中海，东北与埃罗省接壤。
与阿莱特莱班接壤的市镇（或旧市镇、城区）包括：昂蒂尼亚克、库尔纳内勒、利穆、奥德河畔吕克、马格里、蒙塔泽勒、韦拉扎、罗克塔亚德和科尼亚克。
阿莱特莱班的时区为UTC+01:00、UTC+02:00（夏令时）。

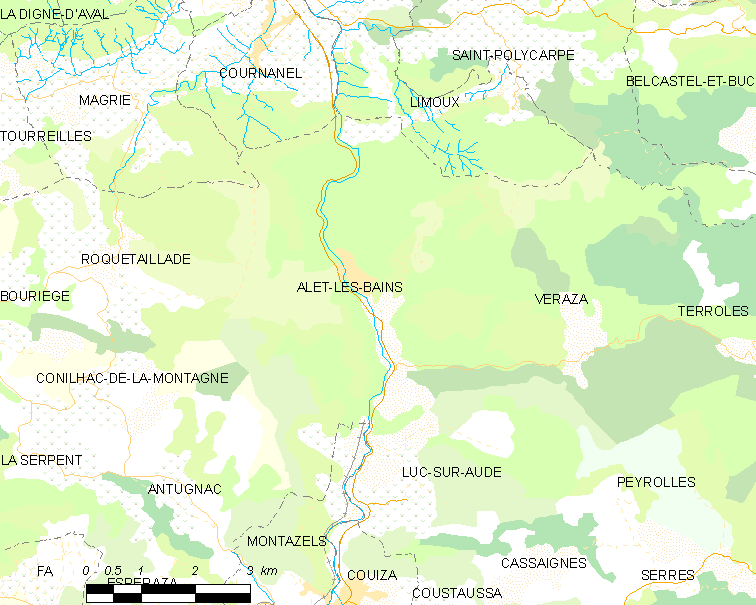
阿莱特莱班的OSM定位图

## 行政
阿莱特莱班的邮政编码为11580，INSEE市镇编码为11008。

## 政治
阿莱特莱班所属的省级选区为利穆地区县。

## 人口

1962-2008年间阿莱特莱班人口变化图示

阿莱特莱班于2022年1月1日时的人口数量为384人。